# Friedrich von dem Bussche-Ippenburg
Karl Klamor Friedrich Salesius Freiherr von dem Bussche-Ippenburg (* 19. März 1791 in Osnabrück; † 14. April 1869 auf Schloss Haldem, Kreis Lübbecke) war ein preußischer Generalleutnant und Herr auf Schloss Haldem sowie Ritter des Johanniterordens.

## Leben

### Herkunft
Seine Eltern waren Ernst Friedrich Philipp von dem Bussche-Ippenburg (* 30. Juli 1754; † 16. März 1816) und dessen Ehefrau Philippine Luise, geborene von Münster (* 25. Januar 1758; † 15. Juli 1813). Der Vater war Landdrost von Verden sowie Herr auf Ippenburg.

### Werdegang
Bussche-Ippenburg wurde am 1. Februar 1804 Junker in das neuerrichteten Dragonerregiment „von Wobeser“ der Preußischen Armee. Dort avancierte er am 16. März 1806 zum Fähnrich und nahm während des Vierten Koalitionskrieges am Gefecht bei Weimar teil. Mit der Kapitulation bei Prenzlau ging er in Gefangenschaft.
1807 wurde Bussche-Ippenburg zum Sekondeleutnant der Armee befördert, erhielt aber am 7. Mai 1808 seinen Abschied als Premierleutnant. Er ging daraufhin in westphälische Dienste, wo Bussche-Ippenburg in das Chevauxleger-Regiment kam. Der Verband nahm von 1809 bis 1811 an Napoleons Spanienfeldzug teil. Dort kämpfte er in den Schlachten bei Saragossa und Talavera de la Reyna. Für Talavera erhielt er den Orden der Westphälischen Krone. Am 9. Juli 1810 wurde er zum Rittmeister und 1812 zum Major befördert. Im selben Jahr kam sein Regiment zur Grande Armée, um am Russlandfeldzug teilzunehmen. In der Schlacht um Smolensk erwarb Bussche-Ippenburg das Kreuz der Ehrenlegion. Bei Borodino geriet er verwundet in Gefangenschaft. In der Zeit wurde er am 5. November 1812 zum Oberstleutnant befördert.
Nach seiner Gefangennahme ging Bussche-Ippenburg in russische Dienste und kam am 8. Juni 1813 als Adjutant zum Hetman Platow. Während der Befreiungskriege kämpfte er in der Schlacht um Dresden und wurde bei Weimar verwundet. Danach kämpfte er bei Avesnes und erwarb bei Craonne den Orden der Heiligen Anna II. Klasse. Für Laon wurde Bussche-Ippenburg mit dem Orden des Heiligen Wladimir IV. Klasse ausgezeichnet. Er nahm an der Schlacht bei Ligny teil und erhielt für Wavre das Eiserne Kreuz II. Klasse und den Schwertorden II. Klasse. Bereits am 17. Dezember 1813 hatte Bussche-Ippenburg auch den Orden Pour le Mérite erhalten. Am 8. Februar 1814 wechselte er als Oberst in die Russisch-Deutsche Legion.
Am 8. Februar 1815 erhielt Bussche-Ippenburg seinen Abschied aus russischen Diensten, trat wieder in die Preußische Armee ein und wurde am 2. März 1815 als Major im Elb-Landwehr-Kavallerie-Regiment angestellt. Am 18. März 1816 wurde er dem Dragoner-Regiment „König“ aggregiert. Anschließend beauftragte man ihn am 27. Februar 1819 mit der Führung des 1. Garde-Landwehr-Regiments, bevor Bussche-Ippenburg am 28. März 1819 als etatsmäßiger Stabsoffizier in das Regiment der Gardes du Corps versetzt wurde. Daran schloss sich ab dem 1. Dezember 1823 eine Verwendung als Kommandeur des 1. Kürassier-Regiments an. In dieser Stellung wurde er am 30. März 1826 mit Patent vom 2. April 1826 zum Oberstleutnant befördert sowie am 9. September 1828 mit dem Roten Adlerorden III. Klasse ausgezeichnet. Im Jahr darauf wurde er am 30. März 1829 zum Kommandeur des Regiments Gardes du Corps ernannt und am 30. März 1830 mit Patent vom 3. April 1830 zum Oberst befördert. Am 24. September 1832 bekam er noch die Schleife zum Roten Adlerorden III. Klasse, bevor Bussche-Ippenburg am 16. Februar 1834 seinen Abschied mit dem Charakter als Generalmajor und der gesetzlichen Pension nahm.

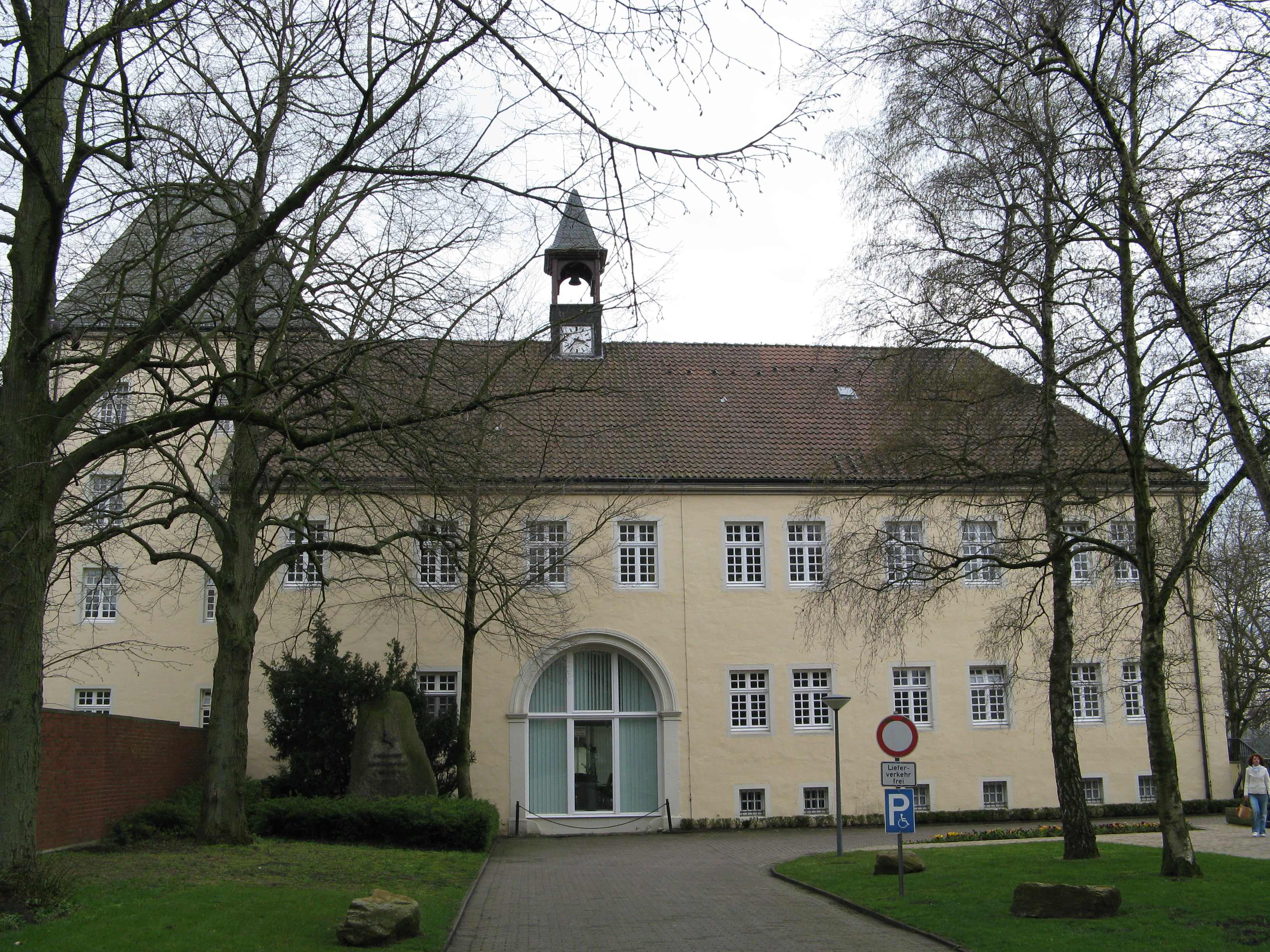
Schloss Haldem

Am 18. Oktober 1844 erhielt Bussche-Ippenburg die Erlaubnis, sich Freiherr nennen zu dürfen. Anlässlich seiner 50-jährigen Inhaberschaft des Pour le Mérite verlieh ihm König Wilhelm I. am 22. Januar 1863 die Krone zu diesem Orden sowie am 19. März 1865 zur Feier seiner Goldenen Hochzeit den Charakter als Generalleutnant. Er starb am 14. April 1869 auf seinem Gut Haldem.

### Familie
Bussche-Ippenburg heiratete am 19. März 1815 in Dresden Karoline von Stammer (* 26. Mai 1798; † 21. Oktober 1878). Die Ehe blieb kinderlos.